# Capoocan
Capoocan ist eine philippinische Stadtgemeinde in der Provinz Leyte. Sie hat 33.617 Einwohner (Zensus 1. August 2015).

## Baranggays
Capoocan ist politisch in 21 Baranggays unterteilt.
| - Balucanad - Balud - Balugo - Cabul-an - Gayad - Culasian - Guinadiongan - Lemon - Libertad - Manloy - Nauguisan | - Pinamopoan - Poblacion Zone I - Poblacion Zone II - Potot - San Joaquin - Santo Niño - Talairan - Talisay - Tolibao - Visares |

## Söhne und Töchter
- Oscar J. L. Florencio (* 1966), römisch-katholischer Militärbischof der Philippinen